# Worben
Worben is een gemeente en plaats in het Zwitserse kanton Bern, en maakt deel uit van het district Seeland.
Worben telt 2.259 inwoners.